# Sciara marginalis
Sciara marginalis är en tvåvingeart som först beskrevs av Roder 1886.  Sciara marginalis ingår i släktet Sciara och familjen sorgmyggor. Inga underarter finns listade i Catalogue of Life.